# 2008년 12월
| 2008년: 1월 · 2월 · 3월 · 4월 · 5월 · 6월 · 7월 · 8월 · 9월 · 10월 · 11월 · 12월 |

| <          | 2008년 12월 | 2008년 12월 | 2008년 12월 | 2008년 12월 | 2008년 12월 | >            |
| 일         | 월          | 화          | 수          | 목          | 금          | 토           |
|            | 1 11.4 을해 | 2 5 병자    | 3 6 정축    | 4 7 무인    | 5 8 기묘    | 6 9 경진     |
| 7 10 신사  | 8 11 임오   | 9 12 계미   | 10 13 갑신  | 11 14 을유  | 12 15 병술  | 13 16 정해   |
| 14 17 무자 | 15 18 기축  | 16 19 경인  | 17 20 신묘  | 18 21 임진  | 19 22 계사  | 20 23 갑오   |
| 21 24 을미 | 22 25 병신  | 23 26 정유  | 24 27 무술  | 25 28 기해  | 26 29 경자  | 27 12.1 신축 |
| 28 2 임인  | 29 3 계묘   | 30 4 갑진   | 31 5 을사   |             |             |              |

| - 12월 15일 - 박광정 편집하기 |

## 2008년12월 29일
- 대한민국 수도권 전철 중앙선이 국수역까지 연장 개통되었다.

## 2008년12월 27일
- 이스라엘이 팔레스타인 가자지구 전역에 대한 대대적인 공습을 감행해 최소 225명이 사망했다고 현지 언론이 밝혔다.

## 2008년12월 26일
- 대한민국 헌법재판소는 미국산 쇠고기의 수입위생조건 고시에 관한 헌법소원을 기각했다.
- 대한민국의 전국언론노동조합은 정부 여당의 방송관계법 개정을 막기 위하여 언론 총파업에 들어갔다.

## 2008년12월 24일
- 대한민국 국방부는 양심적 병역거부자의 대체복무제 도입 추진 방침을 바꾸어, “현재로선 시기상조”라며 수용 불가능하다고 밝혔다.

## 2008년12월 22일
- 기니의 란사나 콩테 대통령이 지병으로 사망하였고, 사망 직후 군사 쿠데타가 일어났다.

## 2008년12월 20일
- 벨기에의 이브 르테름 총리와 내각의 총사퇴가 발표되었다.
- 미국의 덴버에서 콘티넨탈 항공 여객기가 이륙 중 활주로를 이탈하여 화재가 발생하였다.

## 2008년12월 19일
- 대한민국 국회에서 한미 FTA 비준안 상정을 둘러싸고 극한 대치가 이어졌으며 이 과정에서 몸싸움 등이 일어났다.
- 미국 정부는 파산 위기에 몰린 자동차 업계를 구제하기 위해 174억 달러를 투입하는 긴급 지원책을 발표하였다.
- 서울고법은 1969년에 이중간첩 혐의로 사형당한 이수근 처조카의 간첩 혐의에 대해 40년 만에 무죄를 선고했다.
- 부정선거관련자처벌법 [법률 제9147호] 이 폐지됐다.

## 2008년12월 18일
- 2007 강화 총기 탈취 사건의 범인 조영국(36세)에 대한 대법원 최종심에서 징역 15년을 선고한 원심이 확정되었다.

## 2008년12월 17일
- 민주노동당 강기갑 대표에게 선거법 위반혐의로 300만원의 벌금이 구형되었다.

## 2008년12월 16일
- 대한민국의 민간 사이버 외교 사절단 반크가 12월 14일에 일본 2채널 네티즌들에게 사이버 테러를 당했다고 밝혔다.

## 2008년12월 15일
- 타이의 새 총리로 아피싯 웨차치와 민주당 총재가 선출되었다.
- 대한민국의 배우 박광정이 폐암으로 사망하였다.
- 대한민국 수도권 전철 1호선이 신창역까지 연장 개통되었다.

## 2008년12월 14일
- 기자회견 중이던 조지 W. 부시 미국 대통령에게 아랍권의 한 기자가 신발을 투척하였다. 해당 기자는 신발 투척 행위로 인해 현재 감옥에 투옥되어 있다.

## 2008년12월 11일
- 대한민국 18대 국회의원으로는 처음으로 이한정 창조한국당 의원과 이무영 무소속 의원이 의원직을 상실했다.

## 2008년12월 10일
- 대한민국 방송통신위원회는 2009년 4월부터 국산 모바일 플랫폼 WIPI의 휴대전화 탑재 의무화를 해제하기로 결정하였다.

## 2008년12월 6일
- 그리스 아테네에서 16세 소년이 경찰에게 총을 맞아 사망하였다.

## 2008년12월 5일
- 러시아 정교회의 총대주교 알렉시 2세가 5일 새벽 심장 질환으로 타계하였다.
- 경기도 이천시 마장면의 서이천물류센터에서 화재 사고가 발생, 8명이 사망하고, 2명이 부상했다.

## 2008년12월 2일
- 타이 헌법재판소는 연립정부에 참여한 집권 3당에 대해 선거법 위반으로 정당해체와 함께 당간부들의 정치활동 금지 명령을 내렸다.